# Hamburg European Open 2023
Hamburg European Open 2023 a fost un turneu combinat de tenis masculin și feminin, jucat pe terenuri pe zgură în aer liber. A fost cea de-a 117-a ediție a turneului masculin și cea de-a 21-a a turneului feminin. Se desfășoară la Am Rothenbaum din Hamburg, Germania, între 24 și 30 iulie 2023.

## Campioni

### Simplu masculin
Pentru mai multe informații consultați Hamburg European Open 2023 – Simplu masculin

### Simplu feminin
Pentru mai multe informații consultați Hamburg European Open 2023 – Simplu feminin

### Dublu masculin
Pentru mai multe informații consultați Hamburg European Open 2023 – Dublu masculin

### Dublu feminin
Pentru mai multe informații consultați Hamburg European Open 2023 – Dublu feminin

## Puncte și premii în bani

### Puncte
| Probă           | C   | F   | SF  | QF | R16 | R32 | Q   | Q2  | Q1  |
| Simplu masculin | 500 | 300 | 180 | 90 | 45  | 0   | 10  | 4   | 0   |
| Dublu masculin  | 500 | 300 | 180 | 90 | 0   | N/A | 45  | 25  | N/A |
| Simplu feminin  | 280 | 180 | 110 | 60 | 30  | 1   | 18  | 12  | 1   |
| Dublu feminin   | 280 | 180 | 110 | 60 | 1   | N/A | N/A | N/A | N/A |